# Владимиров, Владимир Иванович
Владимир Иванович Владимиров ( 16 декабря 1911, Бобруйск Могилёвской губернии — 15 марта 1976, Киев ) — советский ихтиолог. Доктор биологических наук (1946), профессор (1951). Основные направления научных исследований — размножение рыб низовья Днепра, Дуная и Днестра.

## Биография
В 1936 окончил Пермский университет. С момента окончания работал на Севанской гидро-биологической станции АН Армянской ССР. С 1946 по 1976 – в Институте гидробиологии АН УССР: 1948–72 – заведующий отделом ихтиологии.

## Научные работы
- К биологии трески у Новой Земли, 1937.
- Тюлька бассейна р. Днестра //Труды Ин-та гидробиологии АН УССР, 1950. № 25;
- Условия размножения рыб в нижнем Днепре и Каховское гидростроительство. К., 1955;
- Размножение рыб в условиях зарегулированного стока реки (на примере Днепра). К., 1963;
- Личиночные критические периоды развития и смертность у рыб // ВИ, 1964. Вып. 1;
- Критические периоды в развитии у рыб // ВИ, 1975. Вып. 6.